# All Star Rods
All Star Rods（オールスターロッズ）は、アメリカ合衆国サウスカロライナ州コロンビアに本社を置く釣り竿メーカーである。

## 概要
1984年、Morgan McCain、Johnnie Schulte、Helmut Kasiskie、Gary Colqourtによりテキサス州ヒューストンでAll Star Graphite Rods Inc.を創業。G.Loomis社製ブランクスのカスタムロッドとしてスタートする。その後、ブランクス製造設備を導入し、自社ブランクス開発、製造を開始する。
Billy Kistler、Ray Putney、Ray Henserlingが入社。しかし、3年後Billy Kistler、Ray Putney、Ray Henserlingが独立し、CastAwayを設立。
1980年代後半から1990年代に掛けて多数のバスプロと契約し、Lonie Stanly（SJ-1、2）、Joe Thomas（BCM-6、BCH-6）、Zell Roland（TWS、SBR1、2）,Roger Famer（WR1）、Tom Mann Jr.（CRC）などバスプロシグネチャーモデルを多数発売。バスプロショップスでもダイワのTEAM DAIWAシリーズと並び大々的に販売された。また新素材の導入も積極的であり、1988年にHexcel社IM6（40Million Modulus、28トン）を用いたIM6シリーズが発売、1990年にはグラスファイバーとカーボン素材をコンポジットしたGTシリーズを発売、1993年には高弾性カーボン素材にグラスファイバースクリムを混合したT40X（70Million Modulus、48トン）と日本のベルズオリジナルとしてIMZシリーズを発売する。その後、高弾性カーボンを用いたT80X（85Million Modulus、58トン）とT38X（60Million Modulus、40トン）が発売。1999年、IM6シリーズの後継モデルとしてIM10Xシリーズ（50Million Modulus、34トン）が発売。2000年にはT80Xの後継モデルとしてAS Titaniumシリーズを発売。
1986年には日本にも輸入されるようになり、ゼロインターナショナルが正規代理店となり、その後、ジャクソンが正規代理店として1987年から1988年まで取り扱い、1991年からはベルズインターナショナルが取り扱い（西日本地域はエバーグリーンインターナショナルが取り扱い）、1995年から2000年まではケンインターナショナルが取り扱っていたが、それ以降日本向けには販売されていない。ベルズ時代は上述のIMZシリーズが日本独自展開として販売され、ケン時代はグラファイトシリーズのバット部分にシューティングスターマークが付いた仕様となっている。
1994年6月All Star Composites Inc.を設立。ロッド製造工場を移設拡張した。ブランクスの単体販売も開始。
1997年にPacific Bayのオーナーが変わりCascade Graphiteの工場が閉鎖となった。これにより、元LCI（Loomis Composites Inc）でGary Loomisと共同創立者でブランクスデザイナーであったDon MookがCascade Graphiteを退社し、All Starのブランクスデザイン、ジェネラルマネージャーとして入社。フライロッドなどのラインナップが充実したが、2000年に退社し、Bob Batsonらと共にRainshadowを設立。
2000年にBrett Crawfordが買収し、Bob Brownが副社長に就任。
2001年、Breakawayと共同開発でキャスティングロッドを開発。アメリカナショナルロングディスタンスチャンピオンシップで優勝を飾った。
2004年、シェイクスピアなどのブランドを展開するK2が買収。本社をサウスカロライナ州コロンビアに移転。また、製造を自社工場から中国の工場へ切り替えた。これによりAll Star Composites Incも解散した。Brett Crawfordはその後、TourStarを設立、Bob Brownは、2005年にZell Rolandなどのプロスタッフを引き連れアメリカンロッドスミスに入社し、オールスターのラインナップ似た商品展開を行うが2015年、アメリカンロッドスミスがキャスタウェイに買収されBob BrownはTourStarに入社するが、2013年にBrett CrawfordはCastAwayに、Bob BrownはLew'sにそれぞれ入社した。また、Zell RolandはImpulse Fishing Rodsに移籍。
2004年、IM10Xの後継として同じくIM10グラファイトを用いたTeam All StarシリーズとClassicシリーズの後継モデルでマルチモデュラスグラファイトを用いたAmerican Classicシリーズが発売。2005年にはAS Titaniumシリーズの後継モデルとしてIM10グラファイトを用いたPlatiniumシリーズが発売。
2007年、K2がピュアフィッシングに買収されたため、ピュアフィッシングの傘下となる。
2012年、ブランド名をAll Star Graphite RodsからAll Star Rodsに変更し、ブランドロゴも変更。
2013年よりAcademy Sports + Outdoorsが独占的に販売することとなった。モデルも一新し、AS Nano、 AS Micro、AS Team、AS Classicとなった。従来品より軽量になったが、特徴的であったバットの粘り強さが著しく減少している。
2016年、創業者のMogan McCainがMcCain Hi-Performance Rodsを設立。